# Prangos ferulacea
Prangos ferulacea ist eine Pflanzenart aus der Familie der Doldenblütler, die im nordöstlichen Mittelmeerraum, bis zur Schwarzmeerküste und im nördlichen Vorderasien bis in den Südkaukasus vorkommt.

## Beschreibung
Prangos ferulacea ist eine leicht verzweigte, krautige Pflanze die 60–150 cm hoch wird. Die kahlen Stängel sind am Grund 1–2 cm im Durchmesser.
Die Laubblätter sind kahl, mittelgrün, breit eiförmig bis eiförmig-dreieckig oder länglich-elliptisch und mehrfach gefiedert. Die grundständigen Blätter und unteren Stängelblätter sind bis zu 50–80 cm lang und sind 4–6-fach gefiedert. Die Endabschnitte sind geradlinig, lanzettlich oder fast fadenförmig, mit einer Ader und spitz. Die unteren Blätter sind gestielt, die oberen sitzend, viel kleiner und weniger gegliedert, wobei die Blattscheiden den Stängel umschließen.
Die Doppeldolden mit Hülle und Hüllchen haben einen Durchmesser von ca. 15 cm mit 6–18 Hauptstrahlen. Die gelben Blütenblätter sind ca. 1 mm lang, verkehrt-eiförmig oder elliptisch. Der Kelch fehlt oft. Die Blüten sind männlich oder zwittrig.
Die korkigen Teilfrüchte der 10–25 mm langen und etwa 10 mm breiten, eiförmigen bis elliptischen, seitlich etwas abgeflacht Spaltfrüchte sind geflügelt oder gerippt. Blütezeit ist Mai bis Juni, die Fruchtzeit Juni bis August. Bestäubung erfolgt durch Insekten, die Vermehrung durch Samen.

## Verbreitung
Die Art ist in Italien und auf der Insel Sizilien, in Griechenland, Rumänien, Bulgarien, Jugoslawien, Albanien, im Südkaukasus, in der Türkei, in Armenien, Georgien, Aserbaidschan und im Iran, Irak, Syrien, Jordanien, bis in den Libanon und in Israel verbreitet. In Bulgarien findet man sie entlang der Schwarzmeerküste – Medni Rid und Maslen nos – sowie auf den Bakadzjitsite (Бакаджиците) bis auf eine Höhe von etwa 300 m. Es ist eine in Bulgarien gefährdete Art, die in der Roten Liste der Republik Bulgarien (Червена книга на България) und im Bulgarischen Gesetz über die biologische Vielfalt (Закон за биологичното разнообразие) aufgeführt ist. Im Norden Siziliens wächst sie auf Kalkstein zusammen mit dem gefährdeten Pilz Pleurotus nebrodensis.

## Taxonomie
Das Basionym Laserpitium ferulaceum wurde von Carl Linné 1762 erstbeschrieben. John Lindley stellte die Art 1825 in die Gattung Prangos zu Prangos ferulacea (L.) Lindl.
Synonyme sind Cachrys ferulacea (L.) Calest., Cachrys alata Hoffm., Cachrys goniocarpa Boiss., Prangos cylindracea DC., Smyrnium laserpitioides Crantz, Prangos stenoptera Boiss. & Buhse, Prangos biebersteinii Karjagin u. a.

## Verwendung
Die jungen Sprossen sind fermentiert essbar, sie werden im Kaukasus gegessen.
In den Monaten Mai und Juni werden im Norden Siziliens, in der Madonie, die Schafe und Ziegen mit der Pflanze gefüttert. Das Aroma geht in die Milch über, die für die Erzeugung des Basilisk-Ricotta verwendet wird.